# Popcorn (компьютерная игра)
Popcorn — свободно распространяемая компьютерная игра, один из популярных клонов игры Arkanoid, отличающийся разнообразием уровней и малыми размерами программы. Выпущена в 1988 году французской компанией Lacral Software, состоящей из двух человек — программиста Кристофа Лаказе и дизайнера Фредерика Райналя. Сообщения в игре отображаются на французском языке, однако некоторые общепринятые в терминологии игр словосочетания (например, Game over и High score) выводятся на английском.

## Идея игры
Игровое поле представляет собой прямоугольную коробку без дна. Игрок управляет небольшой платформой, находящейся внизу. Он может двигать эту платформу влево и вправо. С платформы запускается мячик. В верхней части игрового поля находятся кирпичики. Кирпичик, в который попали мячом, исчезает (за исключением некоторых кирпичиков особого вида). Этим игровой процесс напоминает лущение попкорна — скорее всего, указанный эффект и дал название игре. Мяч отскакивает от кирпичиков, стенок и потолка игрового поля, сохраняя свою скорость. Снизу его нужно отбивать платформой.
Изначально игрок имеет 5 попыток («жизней»). Если мячик проваливается вниз, игрок теряет одну попытку. Чтобы перейти на следующий уровень, нужно разбить все кирпичики на игровом поле (кроме не поддающихся уничтожению).
Платформа может ловить буквы, выпадающие из некоторых разбитых кирпичиков. Это даёт разные улучшения или изменения в игровом процессе.
Ещё по полю могут блуждать монстры. При попадании в монстра мячик отскакивает достаточно непредсказуемо, что усложняет игру. При этом монстр уничтожается. Также монстра можно взорвать, задев его платформой. Одновременно на поле может находиться до 3 монстров. Вскоре после уничтожения одного из монстров появляется новый.
В процессе игры набираются очки. Каждые 20000 очков дают игроку дополнительную попытку. Также благодаря очкам можно попасть в таблицу рекордов — достигнутый уровень при этом игнорируется. Очки игрок получает за разбитые прямоугольники, уничтоженных монстров и пойманные буквы.

### Эффект от букв
Из разбитых кирпичиков может выпадать 11 различных типов символов, дающих следующие изменения.
- A (фр. abandon — отмена) — отмена действия символов C, E, F, L и М.
- C (англ. catch — ловить) — платформа становится «липкой», мячик задерживается на ней в течение некоторого времени. Это позволяет «прицеливаться» мячиком в нужное место. Особо удачным является в конце уровня. Действие этой модификации прекращается после поимки любой другой буквы.
- E (англ. expand — расширяться) — платформа становится шире. Действие этой модификации прекращается после поимки любой другой буквы.
- F (англ. floor — пол) — на некоторое время в нижней части поля появляется сетка, не дающая мячику провалиться.
- I (фр. inversion — выворачивание) — мячик изменяет вертикальную составляющую своей скорости на противоположную, как будто наткнулся на горизонтальную преграду.
- L (англ. laser — лазер) — платформа получает возможность стрелять вверх пульками. Действие этой модификации прекращается после поимки любой другой буквы.
- M (англ. monsters — монстры) — на некоторое время все монстры останавливаются, а новые перестают появляться.
- S (англ. slow — медленный) — мячик начинает двигаться медленнее.
- T (англ. three, фр. trois — три) — количество мячиков увеличивается до трёх.
- V (фр. vie — жизнь) — игрок получает дополнительную попытку.
- + — в верхней части игрового поля вместо кирпичиков появляется маленькое отверстие. Если попасть в него, игрок переходит на следующий уровень.

## Ремейк
В 2013 году, в честь 25-летия игры, Фредерик Ренал перевыпустил игру под названием «Popcorn 1988» для платформ Windows, iOS, Android и браузеров с поддержкой Flash. Этот выпуск содержит все оригинальные 50 уровней игры с оригинальной графикой, добавлены новые звуки. Редактор уровней для новой версии отсутствует.